# Hosahalli Kalli, Kadur
Hosahalli Kalli là một làng thuộc tehsil Kadur, huyện Chikmagalur, bang Karnataka, Ấn Độ.